# 界外球 (足球)
界外球是继续足球比赛的一种方式。比赛中，其中一方队员将足球踢出边线，则另一方队员掷界外球。

## 判罚
当足球完全离开足球场边线的时候（在地面或是在空中），一个界外球就判罚给最后触球方的对手。

## 罚球过程
界外球必须从球跨越边线的地方发出。防守队员必须保持距离罚球队员至少2m，直到比赛继续进行。
罚球的瞬间，罚球队员必须面朝比赛场地，双脚踩在边线外侧，双手经头后将球发出。
球进入场地的瞬间，比赛继续进行。
界外球直接进球无效，如擲球入擲出足球無接觸任何其他球員而直接越過己方球門線不計得分，對方得到1個角球；如擲球入擲出足球無接觸任何其他球員而直接越過對方球門線不計得分，對方得到1個龍門球。
罚界外球时攻方球員不會受到越位處罰。例如在2014年世界盃巴西對德國的比賽中，下半場德國隊獲得界外發球的機會，巴西隊沒有看管好身處越位位置的穆勒，結果他在底線附近成功接應這次發球後助攻舒勒得到德國隊第七分。

## 犯规行为
如果防守队员在球发出之前，没有保持距离罚球队员2m，或者干扰、阻止罚球队员，就可能受到口头或黄牌警告。
如果罚球队员没有按照规定的要求罚球，或是没有从球离场的位置罚球，则界外球判罚给对方。 
罚球队员在球发出后，未接触其他队员的情况下第二次触球是犯规行为；在犯规地点判罚给防守方间接任意球，除非第二次触球是更严重的犯规，则视情况判罚直接任意球，或是点球。